# Mikel Aguirregomezkorta Larrea
Mikel Aguirregomezkorta Larrea (Bilbao, España, 26 de agosto de 1974) es un exfutbolista y entrenador de futbol español. Jugó de delantero en diversos equipos del fútbol español. Su primer equipo como entrenador fue el Barakaldo CF. 

## Trayectoria
Mikel militó como jugador en el SD Leioa, Barakaldo CF, Bilbao Athletic, UE Lleida, Albacete Balompié donde jugó seis temporadas (dos de ellas en Primera División) y Alicante CF, hasta que se retiró en 2009 debido a una lesión.
Su carrera como entrenador empezó en 2010 en el Barakaldo CF para dirigir los últimos ocho partidos del equipo tras el cese de Javier González Etxebarría como técnico. Fue cesado tras dirigir 18 partidos de la campaña 2010-11. Posteriormente fue entrenador de la SCD de Durango durante dos temporadas.

## Clubes como jugador
- 1994-1995 SD Leioa
- 1995-1997 Barakaldo CF
- 1997-1999 Bilbao Athletic
- 2000-2001 UE Lleida
- 2000-2006 Albacete Balompié
- 2006-2009 Alicante CF

## Clubes como entrenador
- 2009-2010 Barakaldo CF
- 2011-2013 SCD de Durango